# Rundveefokkerijorganisatie
Een rundveefokkerijorganisatie heeft als doel een zo goed mogelijke koe te fokken die veel melk geeft met goede gehalten, een goed exterieur heeft, een goede gezondheid en lang leeft.
Ze probeert dit te bereiken door een zo goed mogelijke stier te fokken en sperma hiervan te verkopen aan de boeren.

## Fokprogramma
Vaak wordt er via embryotransplantatie van een goede koe geprobeerd een aantal goede stieren te verkrijgen. Deze worden dan getest, zogenoemde proefstieren. De stieren die goed uit de test komen, krijgen een plaats op de stierkaart. Als er een aantal goede vaarskalveren tussen zitten worden deze ook door de organisatie gebruikt voor de volgende generatie fokstieren.

## Fokcycli
Er worden koeien uitgezocht waarvan men graag een stier zou willen hebben. Voordat die beoogde fokstier op de stierkaart terecht kan komen gaat er eerst een uitgebreide procedure aan vooraf. In Nederland worden op deze manier jaarlijks zo’n 600 stieren getest. Dit is voor een klein land met 1,5 miljoen melkkoeien een groot aantal.
- Als de koe tochtig is, wordt deze geïnsemineerd.
- 9 maanden later wordt het stierkalf geboren, mits de koe drachtig is geworden van die inseminatie.
- Binnen een halfjaar ondergaat de stier diverse tests, zoals afstammelingonderzoek, dierziekten, genetische afwijkingen, zodat alleen goede gezonde stieren overblijven. Alleen deze gaan dan naar de KI-organisaties.
- Na 1 jaar en 3 maanden is de stier klaar om als proefstier ingezet te worden. Ongeveer duizend rietjes sperma worden ingezet. Dit resulteert in ongeveer 150 vaarzen.
- Als de stier 2 jaar is worden de eerste kalveren van hem geboren. Van deze kalveren worden direct gegevens geregistreerd zoals het gewicht, hoe makkelijk ging het afkalveren, gebreken aan het kalf, geslacht etc.
- 2 jaar later komen de eerste vaarzen van die stier aan de melk. Ook het kalveren van de vaarzen wordt genoteerd.
- Als de stier ongeveer 5 jaar oud is, zijn de eerste melkproductiegegevens van de dochter bekend. Ook hebben sommige dochters dan een exterieurkeuring ondergaan. De computer berekent aan de hand van deze gegevens de fokwaarden van de stier. Als deze goed zijn, komt de stier op de kaart, anders gaat hij naar de slager. Gemiddeld wordt 1 op de 25 proefstieren uiteindelijk een fokstier.

## Fokkerijorganisaties
| Naam            | Stieren in Nederland                                                          | Stieren in Buitenland | Importeur | Externe link                                                                  |
| --------------- | ----------------------------------------------------------------------------- | --- | --- | ----------------------------------------------------------------------------- |
| CR Delta        | opfokstal: Warfsum, Laren wachtstal: Ambt Delden fokstierstal: Beers, Giekerk | CR Delta heeft stieren bij dochterorganisaties in diverse landen staan, zoals België, Tsjechië, Brazilië en Nieuw-Zeeland. Eén stier staat bij een andere organisatie in Duitsland (het betreft de stier Poos Stadel Classic). | Importeur voor CRI | http://www.cr-delta.nl                                                        |
| AI Total B.V.   | Nee                                                                           | Tsjechië, Spanje | Importeert eigen sperma en van Natural, Ascol en Genervations | http://www.ai-total.nl                                                        |
| Alta            | fokstierstal: Kloosterburen, Kleine Huisjes                                   | Verenigde Staten, Canada | Onbekend | https://web.archive.org/web/20051026010515/http://www.altagenetics.com/Dutch/ |
| Ki-Samen        | fokstierstal: Grashoek                                                        | Een aantal stieren staan bij Cogent in Engeland, deze worden daar gesekst. | Importeur voor Cogent (ook gesekst sperma) | http://www.ki-samen.nl/                                                       |
| Ki-Kampen       | fokstierstal: dalfsen wachtstal: Marknesse                                    | Nee | Ja, voor diverse rassen worden van een aantal stieren sperma geïmporteerd | http://www.ki-kampen.nl/                                                      |
| Ki-de toekomst  | alle stieren staan in Albergen                                                | Nee | Nee | -                                                                             |
| GGI Nederland   | Nee                                                                           | Duitsland | Importeert eigen sperma | http://www.ggi.nl/                                                            |
| SEMEX           | Nee                                                                           | Canada | Importeert eigen sperma | http://www.semex.nl/                                                          |
| Genes Diffusion | Nee                                                                           | Frankrijk, aantal stieren bij Cogent in Engeland (deze worden daar gesekst) | Importeert eigen sperma | http://www.genesdiffusion.net                                                 |
| WWSires         | Nee                                                                           | Verenigde Staten | Importeert eigen sperma, maar ook sperma van Selected Sires, Accelerated Genetics, SRV en xenética fontao (ook gesekst sperma van Selected Sires en Bovatel sperma van Accelerated Genetics) | http://www.wwsires.nl/                                                        |

## Importeurs
| Naam                             | Importeur                 | Externe link                    |
| -------------------------------- | ------------------------- | ------------------------------- |
| Ingenieursbureau Heemskerk       | Importeert sperma van ABS | http://www.ingbur-heemskerk.nl/ |
| VeeCom                           | Importeert sperma         | http://www.veecom.nl/           |
| AWE (Waalse fokkerij vereniging) | Importeert sperma         | http://www.awenet.be/           |

Een ander woord voor fokstierstal is productielocatie.